# Marcus Junius Brutus
Marcus Junius Brutus (85 TCN – 42 TCN), hay Quintus Servilius Caepio Brutus, là một thành viên của Viện nguyên lão La Mã thuộc Cộng hòa La Mã. Người được biết đến nhiều nhất trong lịch sử hiện đại với tư cách là nhân vật đóng vai trò hàng đầu trong âm mưu ám sát Julius Caesar.

## Đầu đời
Brutus là con của Marcus Junius Brutus Già và Servilia Caepionis. Cha ông là sư đoàn trưởng (legatus) của Pompey vĩ đại và mẹ là chị cùng cha khác mẹ (hay cùng mẹ khác cha) của Cato Trẻ. Chú của Brutus nhận nuôi ông từ khi còn là đứa trẻ và có một giai đoạn Brutus cũng được gọi với tên Quintus Servilius Caepio Brutus.
Brutus rất coi trọng người chú của mình và sự nghiệp chính trị của ông bắt đầu khi ông trở thành trợ lý của Cato trong giai đoạn điều hành Kypros. Trong thời gian này, ông tự làm giàu cho bản thân bằng việc cho vay nặng lãi. Ông trở lại Roma với tư cách là một người giàu có, nơi ông cưới Claudia Pulchra. Từ lần đầu xuất hiện tại Viện nguyên lão, Brutus đã được xếp ở phe Quý nhân (Optimates), một phe cánh bảo thủ đối lập với Tam đầu chế là Marcus Licinius Crassus, Gnaeus Pompeius Magnus và Gaius Julius Caesar.

## Sự nghiệp ở Viện nguyên lão
Khi nội chiến nổ ra vào năm 49 TCN giữa Pompey và Caesar, Brutus theo sau kẻ thù cũ của ông và nhà lãnh đạo hiện tại của Optimates, Pompey. Khi trận Pharsalus bắt đầu, Caesar đã ra lệnh sĩ quan của mình để bắt ông làm tù nhân nếu ông ta tự nguyện đầu hàng, và nếu ông ta tiếp tục chống đối việc bắt giữ, để cho ông ta một mình và làm cho ông bớt hung hăng. Sau khi thảm họa của trận đánh tại Pharsalus, Brutus đã viết thư cho Caesar với lời xin lỗi và Caesar ngay lập tức tha thứ cho ông. Caesar sau đó chấp nhận ông ta tham gia về phe mình và cho ông chức thống đốc Gaul khi ông rời đi châu Phi trong việc săn đuổi Cato và Metellus Scipio. Năm 45 TCN, Caesar đề cử Brutus để phục vụ như pháp quan thành phố cho năm sau.
Ngoài ra, trong Tháng Sáu năm 45 TCN, Brutus đã ly dị vợ và cưới người em họ lớn nhất của mình, Porcia Catonis, con gái của Cato. Theo Cicero cuộc hôn nhân gây ra một vụ tai tiếng cho Brutus vì ông ta không có một lý do hợp lệ cho việc ly hôn của mình với Claudia hơn là ông muốn kết hôn với Porcia. Cuộc hôn nhân cũng gây ra rạn nứt giữa Brutus và mẹ của ông, những người phẫn nộ vì chính tình cảm của Brutus dành cho Porcia.

## Âm mưu ám sát Caesar

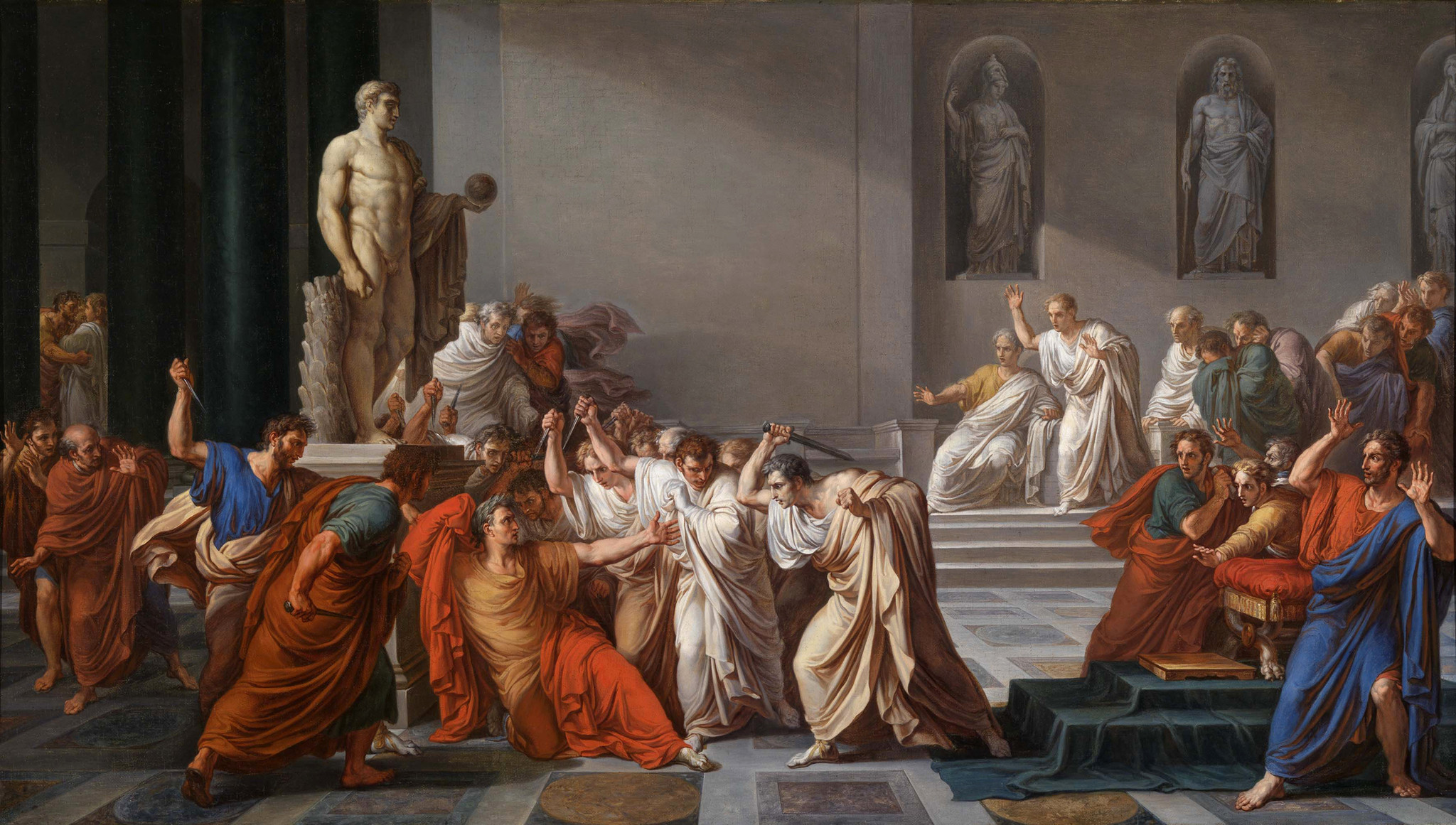
Death of Caesar by Vincenzo Camuccini

Khoảng thời gian này, nhiều nguyên lão đã bắt đầu lo sợ sức mạnh ngày càng tăng của Caesar sau khi ông ta tự phong mình làm độc tài suốt đời. Brutus được thuyết phục vào tham gia âm mưu chống lại Caesar của những nguyên lão khác (Trong vở kịch Julius Caesar của William Shakespeare, ông cũng phát hiện ra những bức thư được đặt trên ghế pháp quan của mình và một bức tượng của tổ tiên của ông, đã được làm giả bởi Cassius để làm cho Brutus cảm thấy như thể ông ta đang làm điều đúng cho Rome, tuy nhiên, chỉ có thể là kịch bản của Shakespeare).
Cuối cùng, Brutus quyết định chuyển chống lại Caesar sau khi những hành vi tương tự một vị vua của Caesar khiến ông phải hành động.
Những kẻ chủ mưu kế hoạch dự định thực hiện âm mưu của họ vào ngày IDEs của tháng Ba(ngày 15 của tháng) cùng năm đó. Vào ngày đó, Caesar đã bị trì hoãn tới viện nguyên lão vì vợ ông, Calpurnia Pisonis, cố gắng thuyết phục ông ta không đi. Những kẻ chủ mưu lo ngại âm mưu này đã bị phát hiện ra. Khi Caesar cuối cùng đã đến viện nguyên lão, họ tấn công ông ta. Publius Servilius Casca Longus đã bị cáo buộc là người đầu tiên tấn công Caesar với một nhát dao vào vai, mà Caesar đã chặn. Tuy nhiên, khi nhìn thấy Brutus đi cùng với những kẻ chủ mưu, ông che khuôn mặt của mình với áo dài La Mã của ông và bỏ mặc mình cho số phận. Những kẻ chủ mưu tấn công với số lượng như vậy tới mức họ thậm chí làm bị thương người khác. Brutus được cho là đã bị thương ở tay và ở chân.

## Sau vụ ám sát Ceasar
Sau vụ ám sát, viện nguyên lão đã thông qua một lệnh ân xá vào những sát thủ. Lệnh ân xá này đã được đề xuất bởi người bạn của Caesar và đồng chấp chính quan-Marcus Antonius. Tuy nhiên, phản ứng trong nhân dân buộc Brutus và những kẻ mưu sát rời khỏi Rome.
Năm 43 TCN, sau khi Octavian nhận được chức chấp chính quan của mình từ viện nguyên lão La Mã, một trong những hành động đầu tiên của ông là tuyên bố những kẻ ám sát Julius Caesar là những kẻ giết người và kẻ thù của nhà nước. Marcus Tullius Cicero, giận dữ với Octavian, đã viết một thư cho Brutus giải thích rằng các lực lượng của Marcus Antonius và Octavian đang chia rẽ. Antonius đã bao vây tỉnh Gaul, nơi ông muốn có chức thống đốc. Để đối phó với cuộc bao vây này, Octavian tập hợp quân đội của mình và đã có một loạt các trận đánh trong đó Antonius đã bị đánh bại . Sau khi nghe rằng không phải Antonius cũng như Octavian đã có một quân đội đủ lớn để bảo vệ Rome, Brutus tập hợp quân đội của ông, mà tổng cộng khoảng 17 quân đoàn. Khi Octavian nghe nói rằng Brutus đang trên đường đến Rome, ông đã làm hòa với Antonius  và quân đội của họ, tổng cộng khoảng 19 quân cùng tiến quân nhằm ngăn chặn Brutus và Gaius Cassius Longinus. Hai bên gặp nhau trong hai cuộc giao tranh được gọi là Trận Philippi.